# 诚如所思

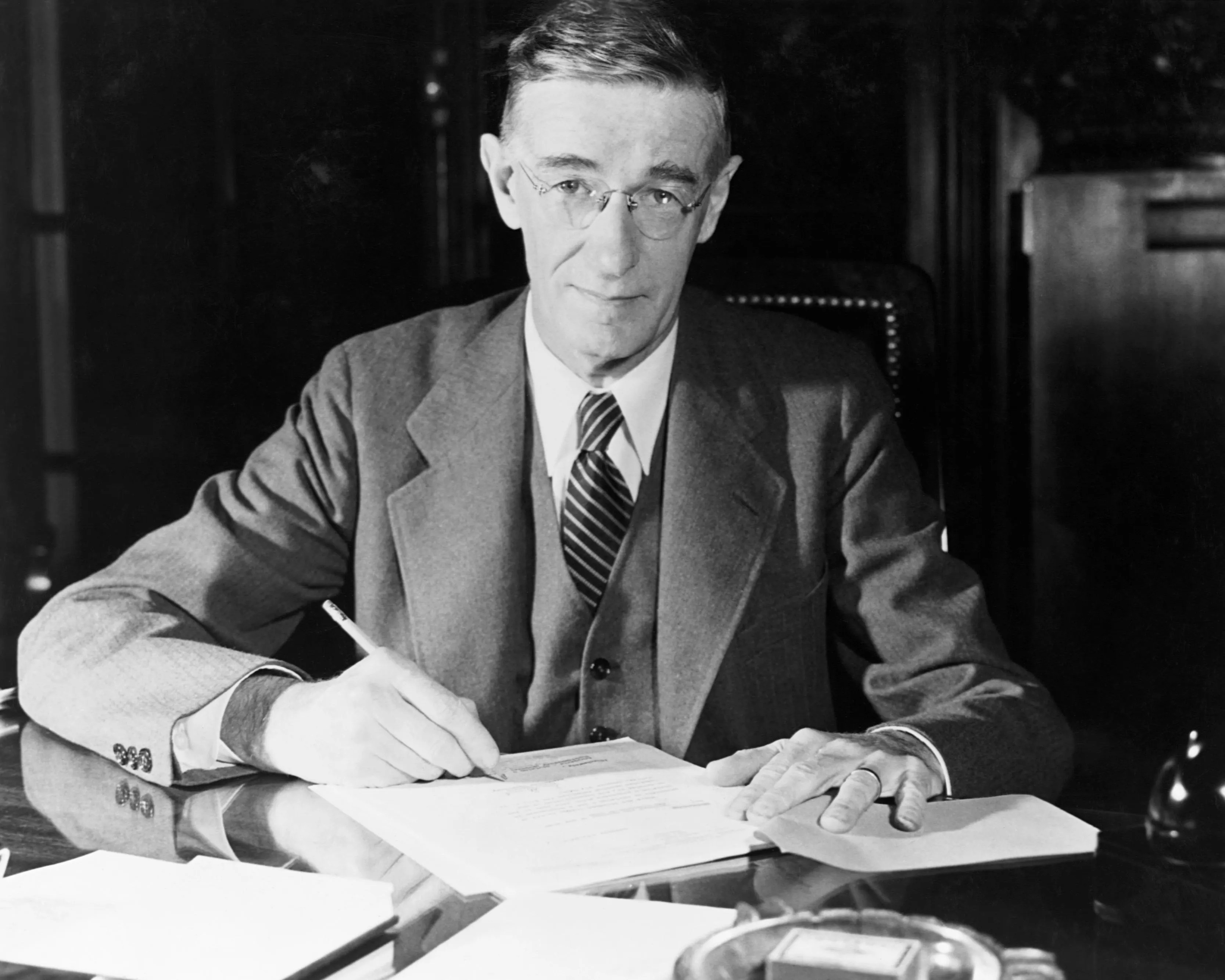
万尼瓦尔·布什

《诚如所思》是万尼瓦尔·布什在1945年写的一篇文章，这篇文章对信息社会的许多方面进行了预测。该书于1945年7月首次在《大西洋月刊》上发表，并于1945年9月广岛和长崎遭到原子弹轰炸前后以删节版再版。布什表达了他对科学可能让人类走向毁灭而不是相互理解的担忧。